# Hunsriščina
Hunsriščina (hunsriško hunsrik ali Riograndenser Hunsrückisch) je germanski jezik, oblika nemščine iz skupine mozelsko-frankovskih narečij, ki je med potomci nemških priseljencev v Braziliji dobila svoj pravopis leta 2007 in 2008. Hunsriški jezik je v nekaterih občinah zveznih držav Rio Grande do Sul, Santa Katarina in Parana dobil tudi status drugega uradnega jezika. Govorilo naj bi ga med 1,25 milijona in tremi milijoni ljudi.
1. ↑  Wiesemann, U.: Contribuição ao desenvolvimento de uma ortografia da língua Hunsrik falada na América do Sul. Associação Internacional de Linguística—SIL Brasil, Cuiabá. 2008.
2. ↑   Altenhofen, Cleo Vilson; Morello, Rosângela (2018). Hunsrückisch : inventário de uma língua do Brasil. [S.l.]: Garapuvu
3. ↑   Ethnologue 23 (2020).